# Кобахидзе, Григорий Бегларович
Григорий Бегларович Кобахидзе (1910—1990) — грузинский, советский педагог. Народный учитель СССР (1979).

## Биография
Родился в 1910 году в селе Хета (ныне Хобский муниципалитет, край Самегрело-Верхняя Сванетия, Грузия).
В 1933 году окончил Тбилисский государственный педагогический институт по специальности «физик-математик».
В 1930—1936 годах работал учителем физики в разных школах Тбилиси. В 1941—1943 годах — директор средней школы №17 Тбилиси, в 1943 стал директором средней школы для мальчиков №24, которая после реорганизации в 1954 году, стала Тбилисской средней школой №77. Эта школа в 1991 переименовывалась в гимназию №5, а с 2005 года вернула свое старое название и по сей день называется Тбилисская №77 средняя школа им. Григола Кобахидзе.
Автор нескольких трудов по педагогике и по методике преподавания физики.
Умер в 1990 году.

## Звания и награды
- Народный учитель СССР (1979)
- Орден Ленина
- Орден «Знак Почёта»
- Медаль Н. К. Крупской
- Медаль им. Я. Гогебашвили